# Mike Webb
Mike Webb, né le 19 juin 1979 à North Vancouver (Colombie-Britannique) est un joueur de rugby à XV, qui joue avec l'équipe du Canada et avec l'équipe canadienne de Castaway Wanderers, évoluant au poste de troisième ligne aile (1,85 m pour 100 kg). 

## Carrière

### En club
- Castaway Wanderers  Canada

### En équipe nationale
Il a eu sa première cape internationale en 2004, à l’occasion d’un match contre l'équipe des États-Unis.

## Palmarès
(Au 15.08.2007)
- 15 sélections avec l'équipe du Canada
- 0 point
- Sélectionné pour la Coupe du Monde 2007.